# Karl Filip von Schweden

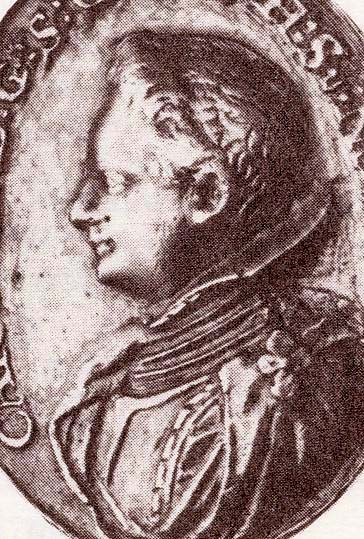
Karl Filip von Schweden, Herzog von Värmland

Karl Filip (auch Carl Philip) von Schweden (* 22. April 1601 im Schloss von Tallinn; † 25. Januar 1622 in Narva) war ein schwedischer Prinz aus dem Hause Wasa.

## Leben
Karl Filip wurde als Sohn des späteren schwedischen Königs Karl IX. und dessen zweiter Frau Christine von Holstein-Gottorp geboren. Er war der jüngere Bruder des späteren schwedischen Königs Gustav II. Adolf. Karl Filip übernahm nach dem Tod seines Vaters 1611 den Titel eines Herzogs von Södermanland, Närke und Värmland mit dem Zentrum Nyköping.
Schweden war zu Lebzeiten Karl Filip stark im russischen Bürgerkrieg involviert. Ziel der schwedischen Politik war es vor allem, die schwedischen Besitzungen im Baltikum zu festigen. Insbesondere die Anfänge des Ingermanländischen Kriegs (1610–1617) und Jakob de la Gardies Erstürmung von Nowgorod brachten Schweden bedeutende militärische Erfolge.
Karl Filip avancierte daraufhin zum Anwärter auf den russischen Thron. 1611 erreichte eine russische Gesandtschaft mit einem entsprechenden Angebot Stockholm. Die Stadt Nowgorod, die von nun an unter schwedischer Protektion stand, hatte Karl Filip als Kandidaten lanciert. Während der Jahreswende 1612/13 fand in Moskau die Wahl eines neuen Herrschers unter chaotischen Umständen statt. Michael Romanow setzte sich im Februar 1613 in der Reichsversammlung gegen Karl Filip durch. Die Dynastie Romanow regierte daraufhin Russland bis 1917. Auch Karl Filips Mutter war gegen die Kandidatur ihres Sohnes, weil ihr Karl Filip noch zu jung erschien.
Am 5. März 1620 heiratete Karl Filip heimlich Elisabet Ribbing (1596–1662). Die gemeinsame Tochter Elisabet Carlsdotter (1622–1682) wurde erst nach dem Tod des Vaters geboren.
1621 begleitete Karl Filip seinen Bruder Gustav II. Adolf (schwedischer Herrscher seit 1611) auf dessen Feldzug im Baltikum. Im Sommer 1621 belagerte das schwedische Heer die livländische Stadt Riga, die sich im September ergab. Kurz danach erkrankte Karl Filip schwer und zog sich nach Narva zurück. Dort starb er im Januar 1622.
Die 1611 gegründete Stadt Filipstad in Värmland ist nach Karl Filip benannt.